# Noegus trilineatus
Noegus trilineatus là một loài nhện trong họ Salticidae.
Loài này thuộc chi Noegus. Noegus trilineatus được Cândido Firmino de Mello-Leitão miêu tả năm 1940.